# Национални корпус (Украјина)
Национални корпус, (укр. Національний корпус), познат и као Партија националног корпуса, а раније се звао Патриоте Украјине, јесте политичка партија екстремне деснице у Украјини основана 2016. године и коју тренутно води Андриј Билецки. Основна база подршке странке су ветерани неонацистичког батаљона Азов, који је под командом Националне гарде Украјине, и припадници Азовског цивилног корпуса, цивилне невладине организације повезан са батаљоном Азов. 
Током своје кампање за украјинске парламентарне изборе 2019. године, странка је формирала уједињену радикално-десничарску партијску листу са Владином иницијативом Јароша, Десним сектором и Свободом. Ова коалиција је освојила укупно 2,15% гласова на националној изборној листи, али на крају није успела да освоји ниједно место у Врховној ради. 

## Историја
Оснивачком конгресу странке у Кијеву, који је одржан 14. октобра 2016. године, присуствовала су 292 делегата из целе Украјине. Странка је раније била регистрована као „Патриоти Украјине“. Конгрес је једногласно изабрао Андрија Билецког, члана Врховне раде, за лидера странке, и изабрао команданта Назарија Кравченка из штаба Националне гарде Азов за заменика лидера, а такође је именовао чланове владајућег савета странке. Конгрес је такође одобрио измене статута и политичког програма странке. 
Конгрес је потом закључен „Маршом нација“, који је организовао са Десним сектором, организацијом крајње деснице која има исто мишљење и која има блиске везе са Националним корпусом. Око 5.000 људи учествовало је у походу са бакљама од Споменика Отаџбине који се налази у Националном музеју историје Украјине у Другом светском рату до Трга Свете Софије. Неки од учесника марша су носили или носили жуто-плави симбол батаљона Азов, који подсећа на Волфсанђела, симбол који се повезује са нацизмом. Дан браниоца Украјине, државни празник у Украјини од 2015. године, одржан је и 14. октобра. 
У 2018, Олена Семењака је постала међународни секретар странке. 
У новембру 2018. године, Национални корпус је одбио да подржи Руслана Кошулинског и његову кампању за украјинске председничке изборе 2019. и уместо тога је одлучио да предложи свог лидера, Андрија Билецког, као заједничког кандидата украјинског националистичког табора.  Међутим, крајем јануара 2019, Билецки је одбацио своје учешће на председничким изборима, али је изјавио да ће концентрисати све напоре „да наш број доведе до 50.000 људи“, и обећао је да ће предводити успешну кампању за украјинску 2019. парламентарни избори. 
У оквиру своје кампање за украјинске парламентарне изборе 2019. године, Национални корпус је формирао националну јединствену партијску листу са политичким партијама Свобода, Владином иницијативом Јароша и Десним сектором. Међутим, настала коалиција је успела да освоји само 2,15% гласова грађана, а пошто коалиција није успела да пређе цензус од 5% на крају није добила никакву заступљеност у Врховној ради. Поред тога, Национални корпус такође није успео да освоји ниједно мандатно место у изборној јединици. 
На украјинским локалним изборима 2020. странка је добила 23 посланика (0,04% свих расположивих мандата). 

## Политика и идеологија
Национални корпус се залаже за проширење улоге шефа државе давањем апсолутног овлашћења председнику Украјине да постане врховни командант Оружаних снага Украјине, као и премијер Украјине, на крају подржавајући транзиција ка потпуно председничком систему. 
Национални корпус се залаже за обнављање статуса нуклеарне енергије Украјине, а такође подржава поновну национализацију предузећа и индустрија које су раније биле у власништву Украјинске ССР након проглашења независности Украјине 1991. године. Партија жели да Украјина постане неутрална земља. Национални корпус се оштро противи Русији и њеној спољној политици и снажно подржава прекид свих дипломатских, економских и културних веза са Русијом. Странка се такође противи уласку Украјине у Европску унију и гласно се противи неговању ближих веза са НАТО-ом. Поред тога, Национални корпус се залаже за стварање нове супердржаве Интермариум, која би хипотетички обухватала целу Украјину, Белорусију, Пољску, Литванију, Летонију, Естонију, Чешку Републику и Словачку. Странка се такође залаже за проширење права на ношење оружја и покретање јавног референдума о обнављању смртне казне за издају и проневеру државних средстава. Странка се оштро противи правима Румуна у њиховим старим историјским регионима, који се тренутно налазе у Украјини (Северна Буковина, Северна Бесарабија, Буђак и Херца). Национални корпус подржава економски национализам и протекционизам, противећи се слободној трговини и ТТИП- у, а партија такође подржава култивацију украјинске домаће индустрије и извоз. 
Године 2018, Ихор Вдовин, портпарол крила милиције, тврдио је да Национални корпус нису неонацисти и да није желео да успостави државу беле расе, иако је признао да неки чланови имају беле супрематистичке или неонацистичке ставове. Док лидер странке Андриј Билецки више није давао расистичке изјаве, након свог контроверзног говора у којем је позвао „беле расе света, у коначни крсташки рат против [Јевреја] Унтерменшен [подљуди] предвођених семитима“, један члан Националног корпуса изјавио је у интервјуу да: „Нема ничег суштински лошег у националсоцијализму као политичкој идеји. Не знам зашто сви то увек одмах повезују са концентрационим логорима.“

## Резултати избора

### Врховна Рада
| Година | Популарно гласање | % гласова публике | Укупно освојена места | Промена седишта | Влада            |
| ------ | ----------------- | ----------------- | --------------------- | --------------- | ---------------- |
| 2019   | 315,530           | 2.15 #11          | 0 / 450               |                 | Ванпарламентарни |

### Председнички избори
| Изборна година | Кандидат       | Број гласова у 1. кругу | % гласова у 1. кругу | Број гласова у 2. кругу | % гласова у 2. кругу |
| -------------- | -------------- | ----------------------- | -------------------- | ----------------------- | -------------------- |
| 2019           | Андриј Билецки | Одбио учешће            | —                    | —                       | —                    |